# هیولای کمد (فیلم)
هیولای کمد (انگلیسی: Closet Monster) فیلمی در ژانر درام به کارگردانی استیون دان است که در سال ۲۰۱۵ منتشر شد. از بازیگران آن می‌توان به کانر جسوپ اشاره کرد. این فیلم اولین بار در جشنواره بین‌المللی فیلم تورنتو در ۲۰۱۵ به روی پرده رفت و در همان جشنواره برنده بهترین فیلم کانادایی شد.